# Burgstraße 39 (Eppstein)

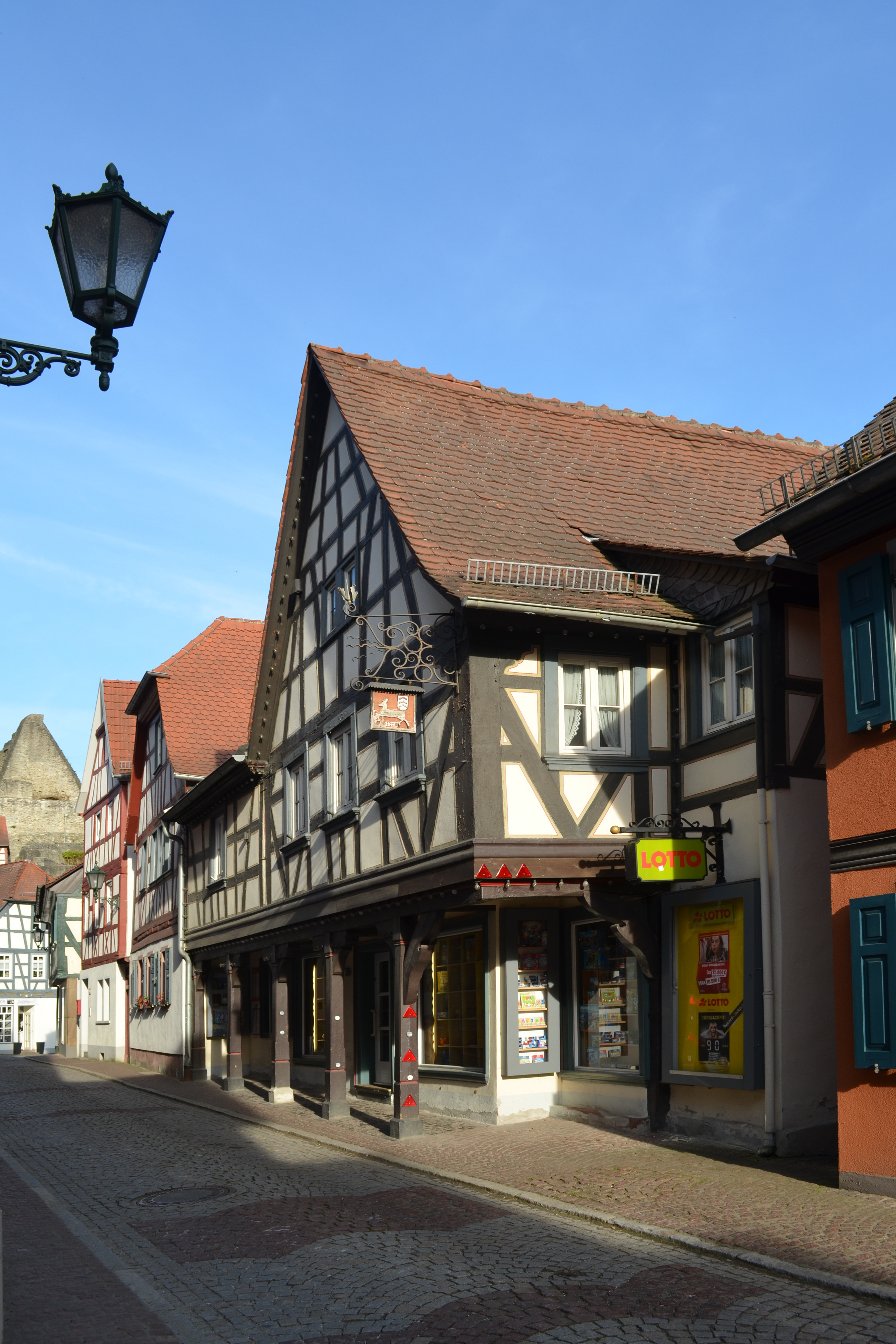
Burgstraße 39

Wappen von Stolberg

Das Fachwerkhaus Burgstraße 39  in Eppstein wurde als Gasthof errichtet. Es steht als Kulturdenkmal unter Denkmalschutz.
Der Gasthof („Zum Hirschen“) bestand seit 1671. Der Name des Gasthauses bezieht sich wohl auf das Wappentier der Adelsfamilie Stolberg, die Mitbesitzer von Eppstein waren. Das Jahr 1671 ist auch auf dem Wirtshausschild aus dem Jahr 1792 angegeben. Dieses befindet sich im Heimatmuseum.
Das giebelständige Fachwerkhaus mit seitlichem Anbau stammt aus der Gründungszeit. Die durchgehende Laube zur Straße auf Holzpfosten mit geschnitzten Knaggen wurde 1939 unter Verwendung älterer Teile ergänzt. Das Haus verfügt über qualitätvolles Sichtfachwerk mit starken Eckständern und geschweiften Winkelhölzern. Erkennbar sind drei halbe Mannfiguren. Das Schleppdach befindet sich über dem Fachwerkanbau der Traufseite.
1937 starb der letzte Wirt des Hirschen, der unverheiratete Adolf Guckes. Nach seinem Tod wurde der Gastbetrieb aufgegeben und das Haus als Wohnhaus genutzt.